# Hokkien-Nudeln
Hokkien-Nudeln (chinesisch 福建麵 / 福建面, Pinyin fújiànmiàn, Pe̍h-ōe-jī hok-kiàn mī – „Fujian-Nudeln“) sind dicke Eiernudeln aus der gleichnamigen chinesischen Provinz Fujian („Hokkien“ in der lokalen Min-Nan-Sprache) im Südosten von China. Sie werden aus Weizenmehl hergestellt und sind im Asialaden oft vorgekocht erhältlich. Hokkien-Nudeln werden in vielen südostasiatischen Ländern (besonders Malaysia und Singapur) angeboten, wo sie von Einwanderern aus der Fujian eingeführt wurden.
Man bezeichnet so auch gebratene Nudeln, die nach Hokkien-Art (Fujian-Art) zubereitet werden.

## Gerichte
Es gibt zwei Arten von Hokkien-Nudeln (Mie-Nudeln): Hokkien Hae Mee und Hokkien Char Mee. Hokkien Hae Mee (福建蝦麵 / 福建蝦面,  fújiàn xiāmiàn – „Hokkien-Nudeln mit Garnelen“) ist in Penang und Singapur verbreitet. Während Hokkien Char Mee (福建炒麵 / 福建炒面,  fújiàn chǎomiàn – „Hokkien-Bratnudeln“) meist in Kuala Lumpur und im Klang Valley angeboten wird. Je nach Region bezeichnet man mit der Bezeichnung „Hokkien-Nudeln“ also entweder Hokkien Hae Mee (Hokkien-Nudeln mit Garnelen) oder Hokkien Char Mee (Hokkien-Bratnudeln).
| Hokkien Hae Mee (Hokkien-Nudeln mit Garnelen) | Hokkien Char Mee (Hokkien-Bratnudeln)                      |
| --- | ---------------------------------------------------------- |
| Nudelgericht aus Penang oder Singapur mit Garnelen | Nudelgericht aus Kuala Lumpur                              |
| Suppengericht (Penang) oder pfannengerührt (Singapur) | Pfannengerührt                                             |
| Eiernudeln und Reisnudeln | Dicke gelbe Nudeln                                         |
| Ohne dunkle Sojasauce | Mit dunkler Sojasauce                                      |
| Garnelen als Hauptzutat sowie Hühner- oder Schweinefleischscheiben, Tintenfisch und Fischkuchen. In der Penang-Version wird oft Kang Kong (Wasserspinat) benutzt. | Hühner- oder Schweinefleischscheiben, Tintenfisch und Kohl |